# Музей современного искусства (Сент-Луис)
Музей современного искусства в Сент-Луисе (англ. Contemporary Art Museum St. Louis, сокр. CAM St. Louis) — музей в Сент-Луисе, Миссури, посвящённый современному искусству.
Музей не имеет собственной коллекции, главная его миссия — проведение тематических и персональных выставок художников.

## История и деятельность
Музей был создан в 1980 году и работал под разными названиями, включая First Street Forum и Forum for Modern Art. С момента переезда 19 сентября 2003 года в новое здание, спроектированное архитектором Брэдом Клопфилом и находящееся в Гранд-центре искусств в центре Сент-Луиса, он называется Contemporary Art Museum St. Louis.
За время существования музея в нём было проведено более 120 выставок и представлено более 260 художников. Как правило, в нём ежегодно проходят шесть выставок Main Gallery exhibitions американских и зарубежных художников. Здесь были показаны произведения Ричарда Олдрича, Лайлы Али, Лутца Бачера, Розы Барба, Лесли Хьюитт, Хайва Кахрамана, Эледа Лассри, Мэрилин Минтер, Кэри Янг, Ричарда Артшвагера, Джима Ходжеса, Шона Ландерса, Синди Шерман, Арканджело Сассолино, Эми Шеральд и многих других художников.